# Вибриси
Вибрисите (на латински: vibrissae, от vibrio – „вибрирам“), по-известни като мустаци, са вид сензорни косми при бозайниците, които обикновено се характеризират анатомично с по-голяма дължина и с едър, добре инервиран космен фоликул. Те са специализирани за тактилно засичане. Вибрисите растат на различни места при повечето бозайници, включително всички примати, с изключение на хората. Те са аналогични на антените при насекомите и други членестоноги. Вибрисите не са косми в прекия смисъл, а по-скоро видоизменени рецептори, образували се в хода на еволюционния процес при бозайниците. Отрязването или лишаването по друг начин от тях обикновено води до нарушаване координацията на животното, особено на тъмно.
В медицината терминът вибриси също се отнася до дебелите косми, открити в човешките ноздри, но тези косми служат само като бариера за твърдите частици във въздуха.

## Анатомия
Вибрисите обикновено растат на групи по различни места на животното. Тези групи могат да се различават по своите анатомични параметри и по своята работа и обикновено се приема, че те служат за различни цели в съответствие с различните си местоположения по тялото.
Много сухоземни бозайници, например плъхове и хамстери, разполагат с черепни вибриси (разположени на черепа), които включват супраорбитални (над очите), генални (на бузите), мистациални (в областта под носа) и долночелюстни (под муцуната) вибриси. Тези групи са добре запазени сред сухоземните бозайници (като например патагонската лисица), въпреки че анатомичните и функционални детайли варират в зависимост от начина на живот на животното.
Обикновено мистациалните вибриси се описват като допълнително разделени на две подгрупи – големи макровибриси, които изпъкват отстрани и малки микровибриси, разположени под ноздрите и насочени най-вече надолу. Големите макровибриси са силно подвижни и се използват за пространствено засичане, докато малките микровибриси са неподвижни и се използват за идентифициране на обекти. Между големите и малките макровибриси няма ясна физическа граница.
Много сухоземни бозайници, включително домашните котки, също имат карпални (на китката) вибриси, разположени от долната страна на крайника, точно над лапите.
Морските бозайници могат да имат съществено различни вибрисални подредби. При някои от тях, като тюлени и морски лъвове, черепните вибриси функционират по съвсем различен начин от този при сухоземните бозайници. С излкючение на амазонския речен делфин, при всички останали видове делфини вибриси липсват.

### Характеристики
Сами по себе си вибрисите могат да достигнат значителни размери. При чинчилите например, тяхната дължина може да бъде до една трета от дължината на тялото, а при моржовете дебелината на някои от вибрисите е равна на дебелината на молив.
Повечето бозайници имат вибриси с кръгово напречно сечение, но мустаците на морския лъв са овални. Изследванията показват, че това е най-добрата форма за усещане скоростта и посоката на вълните, като същевременно минимизира вибрационния шум, създаден от собственото плуване. С дължина от около 30 см, мустаците на морския лъв са едни от най-дългите сред всички бозайници.

### Структура
Вибрисалните косми обикновено са по-дебели и по-твърди от останалите видове косми покриващи различни части от тялото на животното. Както всички други косми, те се състоят от безжизнен материал лишен от нерви. Основното нещо, което отличава вибрисите от останалите косми на бозайниците е, че те се намират в специален космен фоликул, заобиколен от изпълена с кръв и силно инервирана от сензорни нерви капсула, наречена „кръвен синус“.
При докосване на вибриса той се огъва, при което кръвта в синуса се изтласква на едната или другата страна. По този начин се увеличава изместването и позволява на механорецепторите, разположени в основата на вибрисите да изпитват изключително фини трептения.
При мишките, зайците и котките, всеки отделен фоликул на мистациалните макровибриси се инервира от 100 – 200 първични аферентни нервни клетки. Тези клетки обслужват още по-голям брой механорецептори от поне осем различни типа. Съответно, дори малки отклонения на мустачките могат да предизвикат сензорна реакция у животното. Мишките обикновено имат приблизително 30 тънки, но много чувствителни макровибриса от всяка страна на лицето, всеки с дължина до 30 – 50 mm и малко по-голям брой микровибриси. По този начин, приблизителният брой на сензорните нервни клетки, обслужващи мистациалния вибрисален масив по лицето на една мишка, може да бъде около 25 хиляди. При тюлените, където на един вибрис се падат по около 1500 нервни клетки, тази бройка се оценява на над 300 хиляди.
Тъй като действието на мустаците е от голямо значение за оцеляването на тези животни, голяма част от мозъка е проектирана да обработва импулсите от нервите в близост до мустаците. За да се поддържат космените фоликули топли, с цел да останат мустаците готови за употреба, бозайниците изразходват много енергия.

### Подвижност
По принцип фоликулите на супраорбиталните, геналните и макровибрисите са подвижни, докато микровибрисите не са. Малък мускул е прикрепен към всеки макровибрис и може да го движи малко или много независимо от останалите, докато по-големите мускули, разположени в околната тъкан движат няколко или всички макровибриси заедно. Подобни мускулни движения се случват при пристъпи с различна продължителност и при скорости между 3 и 25 размахвания в секунда. Движенията на мустаците са тясно координирани с тези на главата и тялото.
Има три вида движения на вибрисите:
- симетрични (безконтактни, изследващи) – когато животното размахва вибрисите във въздуха без контакт или с много лек контакт. Такова движение е изключително последователно и обикновено се случва с честота между 7 и 12 Hz.
- асиметрични (контактни) – когато животното контактува с голям обект, например стена, или ако главата се обръща настрани. Асиметричното движение продължава от един до три цикъла на размахване.
- фовеални – когато животното насочи всичките си вибриси напред, за да анализира обекта пред себе си, както и в случаите на приземяване при скок. Честотата на фовеалното движение е висока и варира между 15 и 25 Hz.

### Инервация
Информацията от вибрисите постъпва в мозъка чрез нервни импулси през черепномозъчния нерв (n. trigeminus) и се доставя първо в черепномозъчния сензорен комплекс на мозъчния ствол. Сензорната инервация на вибрисите се осигурява от инфраорбиталния клон на черепномозъчния горночелюстен нерв (n. maxillaris), а двигателната инервация се дължи на лицевия нерв (n. facialis).

## Етапи на развитие
През първия месец след раждането, вибрисите на плъховете растат до размера на възрастните индивиди. Обикновено раздвижването им започва до втората седмица след раждането, преди отварянето на очите, и достига амплитуди и характеристики за възрастните до края на третата следродилна седмица.

## Функция
Обикновено се смята, че вибрисите имат сензорна функция, допълваща тази на кожата. Предполага се, че това е изгодно по-специално за животни, които не винаги могат да разчитат на зрението си за навигация или за намиране на храна, като например при нощните животни или животни, които се хранят в заблатени или кални води. Освен това, движенията на вибрисите също могат да показват нещо от душевното състояние на животното, както и да играят роля в социалното поведение. Например, когато котките ловуват, вибрисите им са отпуснати надолу. По тях също така можем да определим и настроението им – ако мустаците им са извити нагоре това означава, че животното е дружелюбно настроено, а ако са увиснали надолу това означава, че то е агресивно настроено.
Чрез различни експерименти се показва, че вибрисалните мустаци са необходими на животното за:
- локализиране и избягване на сблъсък с различни обекти
- ориентиране на муцуната, както и главата в пространството
- засичане на движение, включително най-леките струи въздух или разместването му
- разпознаване по форма и текстура
- поддържане на равновесие
- анализ на параметри от околния свят, като атмосферно налягане или влажност на въздуха
- тигмотаксис
- изследване
- движение и преодоляване на различни препятствия
- плуване
- борба

Често се твърди, че котките използват мустаците си, за да преценят дали отворът през който искат да преминат е достатъчно широк. Това понякога се подкрепя от твърдението, че мустаците на повечето котки се простират на приблизително същата ширина като тази на тялото на котката, но поне два неформални доклада показват, че дължината на мустака е генетично обусловена и не варира, докато тялото на котката може да става по-тънко или по-дебело. При лабораторни изследвания плъховете са в състояние в рамките на 5 – 10% да различат размера на отвора, така че изглежда вероятно и котките могат да използват мустаците си за тази цел. Въпреки това съобщенията за котки, особено малки котенца, с глави, здраво заклещени в различни изхвърлени съдове, са нещо обичайно, което показва, че ако котката разполага с тази информация, то тя не винаги я използва по най-добрия начин.

## При други животни

### Птици
Някои видове птици притежават специализирани пера, разположени около основата на клюна, които понякога се наричат „мустаци“. Различни тестове показват, че птиците, изпратени през лабиринт от тунели с прилепнали назад такива пера, се блъскат в главите си повече от два пъти по-често, отколкото когато перата им са били свободни, което показва, че използват тези пера по подобен начин на котките.
Мустакатата конюга (A. pygmaea) има поразителни, твърди бели пера, изпъкнали отгоре и отдолу на очите, както и тъмен кичур пера, който се извива напред от горната част на главата. Други птици, които имат очевидни „мустаци“, са кивита, лястовици, козодоевите птици, тирановите мухоловки, птиците какапо и дългомустакатите бухали (X. loweryi).

### Риби
Различни видове риби, като сомове, шарани, есетри, миксинови и барбунови риби, данио и някои видове акули, имат тънки, висящи, тактилни органи близо до устата, които често се наричат „мустаци“.

### Динозаври
Анализът на структурата на черепите на някои изчезнали влечуги показа, че вибрисите най-вероятно присъстват в издатините на тези черепи. Това предполага, че те са присъствали в предшествениците на бозайниците и следователно еволюционно са по-стари от козината.
Птерозаврите от семейство Anurognathidae са имали ругозна (набръчкана) текстура на челюстта, върху която вероятно са се закрепвали вибрисите, въпреки че следи от такива не са регистрирани. Открит е специфичен тип пера, разположени около тяхната уста.

### Хора
Предполага се че присъствието на мистациални вибриси в отделни торбести животни може да е стара характеристика, присъстваща при общ прародител на всички живородни бозайници. Всъщност някои хора все още развиват остатъчни вибрисални мускули в горната си устна, което предполага, че предишните членове на човешкия род са имали мистациални вибриси. По този начин е възможно развитието на сензорната система на мустаците да е изиграло важна роля за развитието на бозайниците като цяло.

## Общество

### Домашни любимци
Много от собствениците на кучета не са наясно със значението на мустачките на техния домашен любимец, като ги смятат за чисто козметичен белег. Също така много хора, които участват с кучето си в конкурси, подрязват мустаците му, за да изглежда по-красиво. За съжаление това е както некомфортно, така и стресиращо за животното, понеже намалява огромна част от неговото сетивно възприятие. Четириногото ще се адаптира към промяната с течение на времето, но е възможно обаче да има период, в който да има различни затруднения в ежедневието си.
Ако мустаците бъдат отрязани, те ще израстнат отново, преминавайки през цикъл на растеж точно като нормалните косми. Обикновено отнема няколко месеца, за да се върнат към първоначалната им дължина.
Често срещано погрешно схващане е, че животното изпитва болка, когато му се режат мустаците. Макар и да се чувства малко странно в този момент, тъй като по самата си дължина вибрисите не съдържат нерви, рязането им не причинява физическа болка. Всички нерви са разположени във фоликула на вибриса, което означава, че мустаците никога не трябва да се скубят, дърпат или усукват. Издърпването им причинява стрес и травма на фоликула, което води до дискомфорт и възможна болка.
През 2007 г. в Австрия, където е забранено премахването на вибриси от домашните любимци, 23 годишен мъж беше осъден на 6 месеца условно лишаване от свобода за отрязване мустаците на котката си в пияно състояние. Според експертното становище в забраната са засегнати и други животни като коне.

### Роботика
Изследователи от лабораторията по роботика в Бристъл са започнали да създават различни видове изкуствени мустаци, както за да им помогнат да разберат как работят биологичните мустаци, така и за добавянето на тактилен усет към роботите. Тези усилия варират от абстрактни, през специфични модели, до опити за възпроизвеждане на пълни мустакати животни под формата на роботи.

## Галерия
- Вибриси на котка
- Вибриси на куче
- Вибриси на енот
- Вибриси на пантера
- Вибриси на видра
- Вибриси на кон
- Вибриси на плъх
- Вибриси на къртица
- Вибриси на тюлен
- Вибриси на катерица
- Вибриси на лисица
- Вибриси на чинчила
- Вибриси на морж